# Бжесьце (Пясечинський повіт)
Бжесьце (пол. Brześce) — село в Польщі, у гміні Ґура-Кальварія Пясечинського повіту Мазовецького воєводства.
Населення — 720 осіб (2011).
У 1975-1998 роках село належало до Варшавського воєводства.

## Демографія
Демографічна структура станом на 31 березня 2011 року:
|          | Загалом | Допрацездатний вік | Працездатний вік | Постпрацездатний вік |
| -------- | ------- | ------------------ | ---------------- | -------------------- |
| Чоловіки | 366     | 76                 | 253              | 37                   |
| Жінки    | 354     | 50                 | 218              | 86                   |
| Разом    | 720     | 126                | 471              | 123                  |